# Tachaea crassipes
Tachaea crassipes is een pissebed uit de familie Corallanidae. De wetenschappelijke naam van de soort is voor het eerst geldig gepubliceerd in 1879 door Jørgen Matthias Christian Schiødte & Frederik Meinert.